# Physcia tenella
Espèce
Physcia tenella est une espèce de lichens de la famille des Physciacées.

## Description
Physcia tenella apparaît d'abord sous forme de rosettes qui finissent par converger prenant un aspect gazonnant. Les lobules du thalle sont blanc grisâtre à gris et mesurent de 0,5 à 1 mm de large. La face inférieure des extrémités des feuilles sorédiées reste plane et n'est pas enflée en casque. Ce lichen forme assez rarement des apothécies.

## Répartition
Physcia tenella est cosmopolite et se rencontre plus particulièrement sur des troncs d'arbres feuillus riches en matières organiques. On le rencontre aussi mais moins fréquemment sur des rochers. Souvent, il est associé avec Physcia adscendens. En raison de sa relative insensibilité à la pollution, il est noté fréquemment dans les grandes villes.

## Liste des sous-espèces et non-classés
Selon NCBI (23 juil. 2012) :
- sous-espèce Physcia tenella subsp. tenella
- non-classé Physcia tenella var. marina
- non-classé Physcia tenella var. tenella